# 张方佐
张方佐（1901年—1980年），浙江宁波人，中华人民共和国政治人物。

## 生平
担任中国纺织专家。华东纺织管理局副局长。1954年，当选第一届全国人民代表大会代表。